# Vigisospirura potekhina
Vigisospirura potekhina е паразитен нематод по котките от род Spirurida.
Междинни гостоприемници в Таджикистан и Узбекистан са Blaps fausti bactriana, Trigonoscelis gemmulata, Pachyscelis banghaasi, Trigonoscelis ceromatica, Pachyscelis laevicollis, Pisterotarsa kiritschenkoi, Cyphogenia gibba, Stalagmoptera incostata и Scarabeus sacer. Първите три вида обаче са най-често засегнатите насекоми. Крайни гостоприемници са представители на семейство Котки и други хищници. Половозрялата форма паразитира в стомаха и тънките черва на крайните гостоприемници.

## Разпространение
Видът първоначално е открит и проучен в Централна Азия. По-късни изследвания установяват разпространението му и в Северна и Южна Америка. Подвидът Vigisospirura potekhina hugoti е установен при язовци Европа.